# Mount Data
Mount Data is een berg in het noorden van het grootste Filipijnse eiland Luzon midden in de Cordillera Central. De berg ligt zo'n 50 kilometer ten noorden van Baguio op de grenzen van de provincies Benguet, Ifugao en Mountain Province langs de Halsema Highway. De berg en het gebied eromheen is al sinds 1936 een Nationaal park. In 1940 werd het park uitgebreid tot 5512 hectare. De hellingen van de berg zijn begroeid met naaldbossen en mosachtige eikenbossen.

## Fauna
Mount Data staat bekend om de grote biologische diversiteit en het is een plek die al lange tijd in de belangstelling staat van biologen. Al in 1895 kwam de Brit John Whitehead naar de berg om een enorme collectie zoogdieren en vogels te verzamelen. De collectie zoogdieren werd geschonken aan het British Museum. Uit onderzoek door de bekende zoöloog Oldfield Thomas bleek dat er vele tot dan toe onbekende soorten tussen zaten. Een halve eeuw later werd een grote collectie van kleine zoogdieren verzameld door een nieuwe expeditie onder leiding van de Filipijnse bioloog Dioscoro Rabor. Enkele van de genoemde unieke zoogdiersoorten zijn Carpomys melanurus, die alleen bekend is van Mount Data, en Carpomys phaeurus, die nog op een andere locatie voorkomt op Luzon. Naast diverse zeldzame zoogdiersoorten komen en kwamen er ook enkele unieke vogelsoorten voor. Zo is een van de twee ondersoorten van Whiteheads salangaan (Collocalia whiteheadi whiteheadi) alleen bekend van een exemplaar dat gevangen werd tijdens de genoemde expeditie van John Whitehead op deze berg.
Inmiddels staat de natuur in het gebied, zoals op veel plaatsen in de Filipijnen echter onder druk door menselijke activiteiten. In het midden van de jaren zeventig begon men hier met landbouwactiviteiten. Dit heeft volgens een in 2006 uitgekomen rapport van Lawrence Heaney van het Field Museum of Natural History te Chicago en de Filipijnse bioloog Danilo Balete in de tientallen jaren daarna een desastreus effect gehad op de voorkomende zoogdiersoorten in het gebied. Daarnaast werd in het rapport gewaarschuwd dat grote hoeveelheden regen, zoals bij het passeren van een tyfoon, mogelijkerwijs modderstromen en landverschuivingen tot gevolg zouden kunnen hebben. Ook dergelijke modderstromen als gevolg van ontbossing zijn elders in het land reeds voorgekomen. Zo vielen in februari 2006 in Southern Leyte 1400 doden toen het dorpje Guinsaugon werd weggevaagd door modderlawines. En 15 jaar daarvoor kwamen op hetzelfde eiland in Ormoc 6000 mensen om.

## Referentie
1. ↑  Losing Diversity and Courting Disaster: The Mammals of Mt. Data National Park door Lawrence R. Heaney, Danilo S. Balete, Joel Sarmiento, en Phillip Alviola, Haribon.org, 4 juli 2006, Geraadpleegd 13 juni 2007
2. ↑  Mt. Data mammals under siege door Dante Ang II, Manilla Times, 24 april 2006, Geraadpleegd 13 juni 2007